# Edward Nairne
Edward Nairne (Sandwich, 1726 – Londra, 1º settembre 1806) è stato un artigiano inglese.

## Biografia
Abile costruttore inglese di strumenti scientifici, fu attivo a Londra a partire dal 1750 circa. Conosciuto soprattutto per le sue macchine elettriche, costruì anche strumenti di matematica, di navigazione e di geodesia. Tra il 1774 e il 1793 Nairne fu in società con Thomas Blunt (che era già stato suo apprendista dal 1760) nella ditta Nairne & Blunt. Perfezionò, fra l'altro, i microscopi del tipo Cuff, rendendoli più compatti e facili da trasportare. Nel 1776 fu eletto membro della Royal Society di Londra. Nel 1782 ricevette un brevetto per la sua macchina medico-elettrica.
A lui è legata la più antica gomma per cancellare conosciuta in Europa. Nel 1770 cominciò a vendere cubi di caucciù per uso cancelleria alla cifra allora elevatissima di 3 scellini.
Secondo quanto raccontò egli stesso, si accorse della proprietà di cancellare che aveva il caucciù, avendolo scambiato inavvertitamente per una crosta di pane, che costituiva a quel tempo lo strumento per cancellare.